# Relaciones Bielorrusia-Ecuador
Las relaciones Bielorrusia-Ecuador son las relaciones entre la República de Bielorrusia y la República del Ecuador. La República del Ecuador reconoció la independencia de la República de Bielorrusia en enero de 1992 . Las relaciones diplomáticas entre los dos países se establecieron en mayo de 1993.

## Historia
En junio de 2010, Ecuador recibió por primera vez la visita de una delegación oficial bielorrusa encabezada por Viktor Sheiman, asistente del Presidente de la República de Bielorrusia en misiones personales. En mayo de 2011 y mayo de 2012, las delegaciones bielorrusas encabezadas por el Viceministro de Asuntos Exteriores de Bielorrusia , S. F. Engrasador . En octubre de 2011 se realizó la primera visita oficial a Bielorrusia del ministro de Relaciones Exteriores, Comercio e Integración del Ecuador Ricardo Patiño.
En junio de 2012, el presidente de la República de Bielorrusia Aleksandr Lukashenko realizó una visita oficial a Ecuador. En agosto de 2012, Ecuador recibió la visita del ministro de Arquitectura y Construcción de Bielorrusia A. I. Nichkasov . En octubre de 2012, Ecuador recibió la visita de una delegación bielorrusa encabezada por el Viceministro de Comercio de Bielorrusia E. B. Matulis.
En octubre de 2012 Bielorrusia recibió la visita del Viceministro de Asuntos Exteriores e Integración Política del Ecuador, M. Albuja. A finales de octubre y principios de noviembre de 2012, Bielorrusia recibió la visita de una delegación ecuatoriana encabezada por el ministro de Desarrollo Urbano y Construcción de Vivienda de Ecuador, P. Jaramillo. En marzo de 2013, en el marco de los actos de duelo en Venezuela por la muerte de Hugo Chávez, se celebró una breve reunión bielorruso-ecuatoriana al más alto nivel.
En octubre de 2013, en el marco del 68° período de sesiones de la Asamblea General de la ONU, el ministro de Relaciones Exteriores de Bielorrusia Uladzimir Makei sostuvo una reunión con el ministro de Relaciones Exteriores y Migraciones de Ecuador R. Patiño. En octubre de 2013, la delegación oficial ecuatoriana encabezada por el presidente Rafael Correa visitó Bielorrusia en visita oficial.
En diciembre de 2013 Bielorrusia recibió la visita de una delegación de la República del Ecuador encabezada por el vicepresidente de ese país, Jorge Glas. En abril de 2014 se inauguró la Embajada de Bielorrusia en Ecuador.
En febrero de 2015, una delegación del gobierno bielorruso encabezada por el primer vice primer ministro de la República de Bielorrusia, Uladzimir Siamashka, visitó la primera reunión de la Comisión Bielorruso-Ecuatoriana de Cooperación Comercial y Económica.
En febrero de 2015, en el marco de la primera reunión de la Comisión Belarús-Ecuatoriana de Cooperación Comercial y Económica, se celebraron consultas entre el Ministerio de Asuntos Exteriores; la parte bielorrusa estuvo representada por el Viceministro de Asuntos Exteriores Aleksandr Gurianov, ecuatoriano y el Primer Viceministro de Relaciones Exteriores L. Orissaga.
En septiembre de 2015, en el marco del 70.º período de sesiones de la Asamblea General de la ONU, se celebró una reunión con el presidente de la República de Bielorrusia Aleksandr Lukashenko,y el presidente de la República del Ecuador Rafael Correa. En marzo de 2016 se realizó la primera visita oficial a Bielorrusia del Presidente del Parlamento (Congreso Nacional) de Ecuador, el presidente del Parlamento Latinoamericano Gabriela Rivadeneira.